# Canta a Roberto Carlos
Canta a Roberto Carlos es el cuarto álbum de estudio de la cantante Tamara. Con este álbum, la artista homenajea al afamado cantautor Roberto Carlos.

## Sinopsis
Producido por Max Pierre, el material discográfico contiene 11 temas.

## Canciones del disco
| N.º | Título                                              | Escritor(es)                                                                           | Duración |  |
| 1.  | «Desahogo (Desabafo)»                               | Roberto Carlos, Erasmo Carlos Luis Gómez-Escolar (adaptación en español)               | 3:35     |  |
| 2.  | «El Gato Que Está Triste Y Azul (Un gatto nel blu)» | Giancarlo Bigazzi, Toto Savio                                                          | 3:50     |  |
| 3.  | «La Distancia (A Distância)»                        | Roberto Carlos, Erasmo Carlos                                                          | 4:34     |  |
| 4.  | «Abrázame Así»                                      | Mario Clavell                                                                          | 4:12     |  |
| 5.  | «Lady Laura»                                        | Roberto Carlos, Erasmo Carlos Buddy McCluskey y Mary Mccluskey (adaptación en español) | 4:09     |  |
| 6.  | «Detalles (Detalhes)»                               | Roberto Carlos, Erasmo Carlos Luis Gómez-Escolar (adaptación en español)               | 5:21     |  |
| 7.  | «Propuesta (Proposta)»                              | Roberto Carlos, Erasmo Carlos Buddy McCluskey y Mary Mccluskey (adaptación en español) | 3:44     |  |
| 8.  | «Qué Será De Ti (Como Vai Você)»                    | Antônio Marcos, Mário Marcos Buddy McCluskey y Mary Mccluskey (adaptación en español)  | 3:47     |  |
| 9.  | «Cóncavo Y Convexo (O Côncavo E O Convexo)»         | Roberto Carlos, Erasmo Carlos Buddy McCluskey y Mary Mccluskey (adaptación en español) | 4:18     |  |
| 10. | «Tengo Que Olvidar»                                 | Roberto Livi, Salako                                                                   | 3:56     |  |
| 11. | «Emociones (Emoções)»                               | Roberto Carlos, Erasmo Carlos Luis Gómez-Escolar (adaptación en español)               | 4:51     |  |

## Créditos y personal
- Productor: Max Pierre
- Arreglista, teclado: Lincoln Olivetti, Julio Teixeira
- Ingeniero de grabación y mezcla: Flavio Senna
- Ingeniero de grabación: Anderson Trindade
- Bajo: Marcelo Mariano
- Guitarra eléctrica y acústica: Kiko
- Trompeta, Flugelhorn: Flavio F. Melo
- Trombón: Sergio F. Souza
- Batería: Sergio Herval
- Percusión: Ramiro Mussoto
- Violín: Alexandro Ramírez
- Viola: Marcio Ferreira
- Chelo: Sandro Cassio
- Bajo doble: Iván Daniel Decloedi
- Saxofón alto: Leo Gandelman, Milton Guedes
- Saxofón, flute: José Carlos Machado